# Charles de Gaulle (rose)
'Charles de Gaulle' est un cultivar de rosier obtenu en 1974 par la maison Meilland. Il rend hommage au général de Gaulle (1890-1970), président de la République française.

## Description
Il s'agit d'un buisson vigoureux et érigé atteignant 90 cm, exempt de maladies du rosier, et vert vif, dont les fleurs sont d'une couleur mauve pâle ou lilas parme, rare et extrêmement originale pour une rose. Sa grande fleur (12 cm , 38 pétales) en corolle turbinée exhale un parfum capiteux. La floraison en grandes coupes  plutôt solitaires sur des tiges élancées est remontante. Il est parfait pour les massifs et la fleur coupée.
Il est résistant aux hivers rigoureux (au-delà de -15°). Ce rosier est issu d'un croisement ['Sissi' (Tantau, 1964) x 'Prélude' (Meilland, 1954)] x ['Sondermeldung' (Kordes, 1951) x 'Caprice' (Meilland, 1948)],.